# Czerepin
Czerepin – wieś na Ukrainie w rejonie lwowskim (do 2020 roku w rejonie pustomyckim) należącym do obwodu lwowskiego.
W II Rzeczypospolitej wieś w powiecie lwowskim województwa lwowskiego. W latach 1944–1945 nacjonaliści ukraińscy z OUN-UPA zamordowali tutaj 8 Polaków.

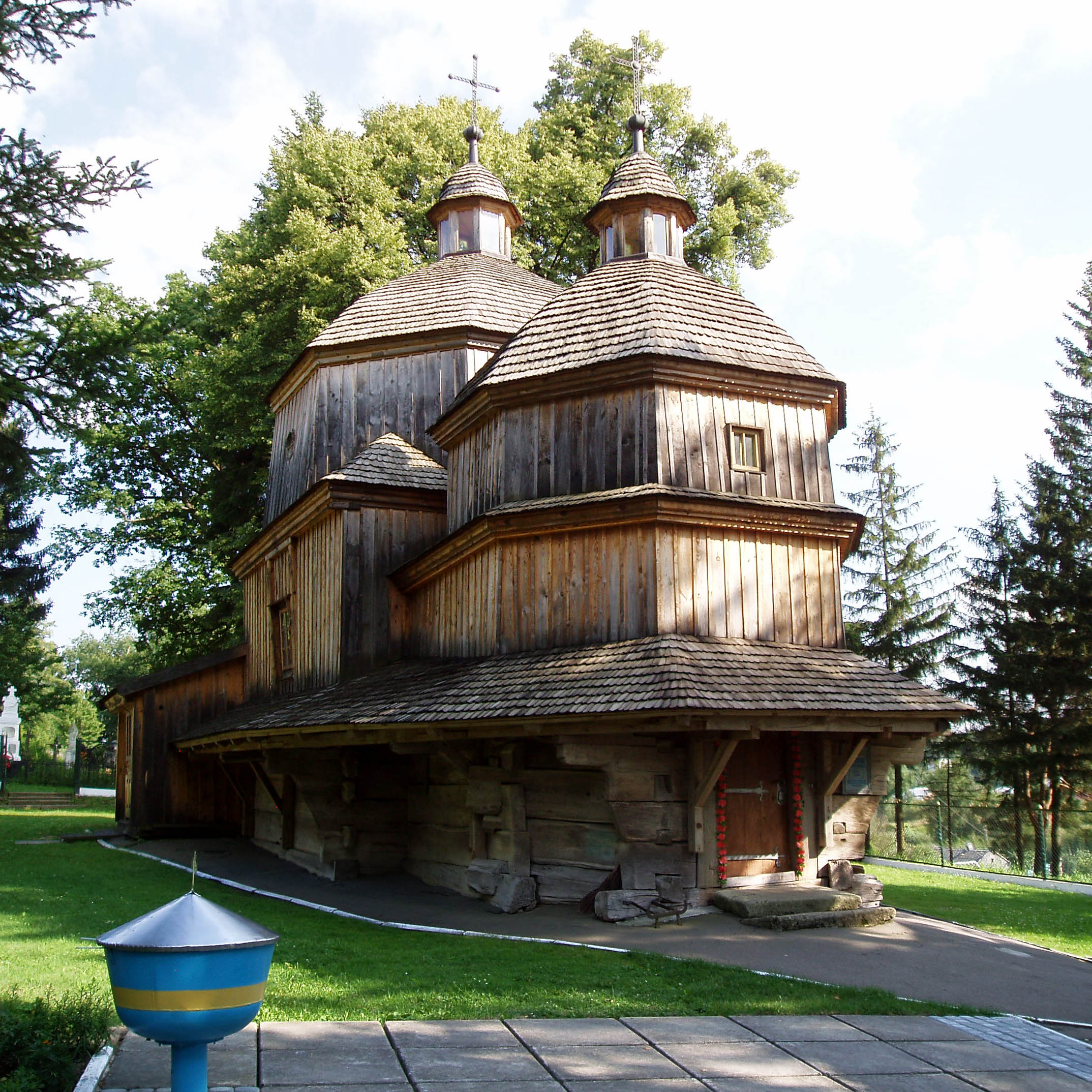
Zabytkowa cerkiew Spotkania Pańskiego
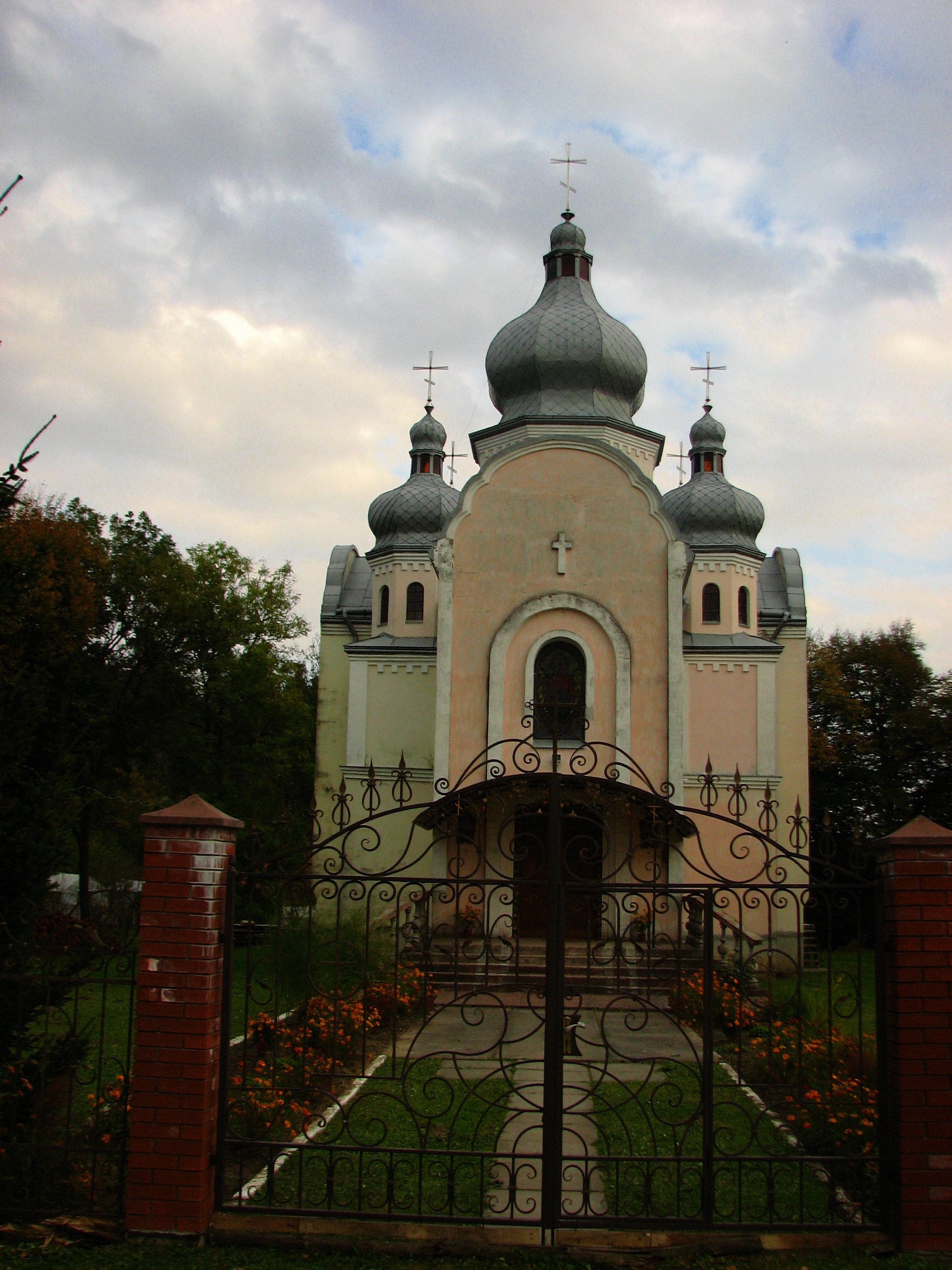
Cerkiew św. Olgi (Kościoła Prawosławnego Ukrainy)